# Accademia di Belle Arti di Firenze

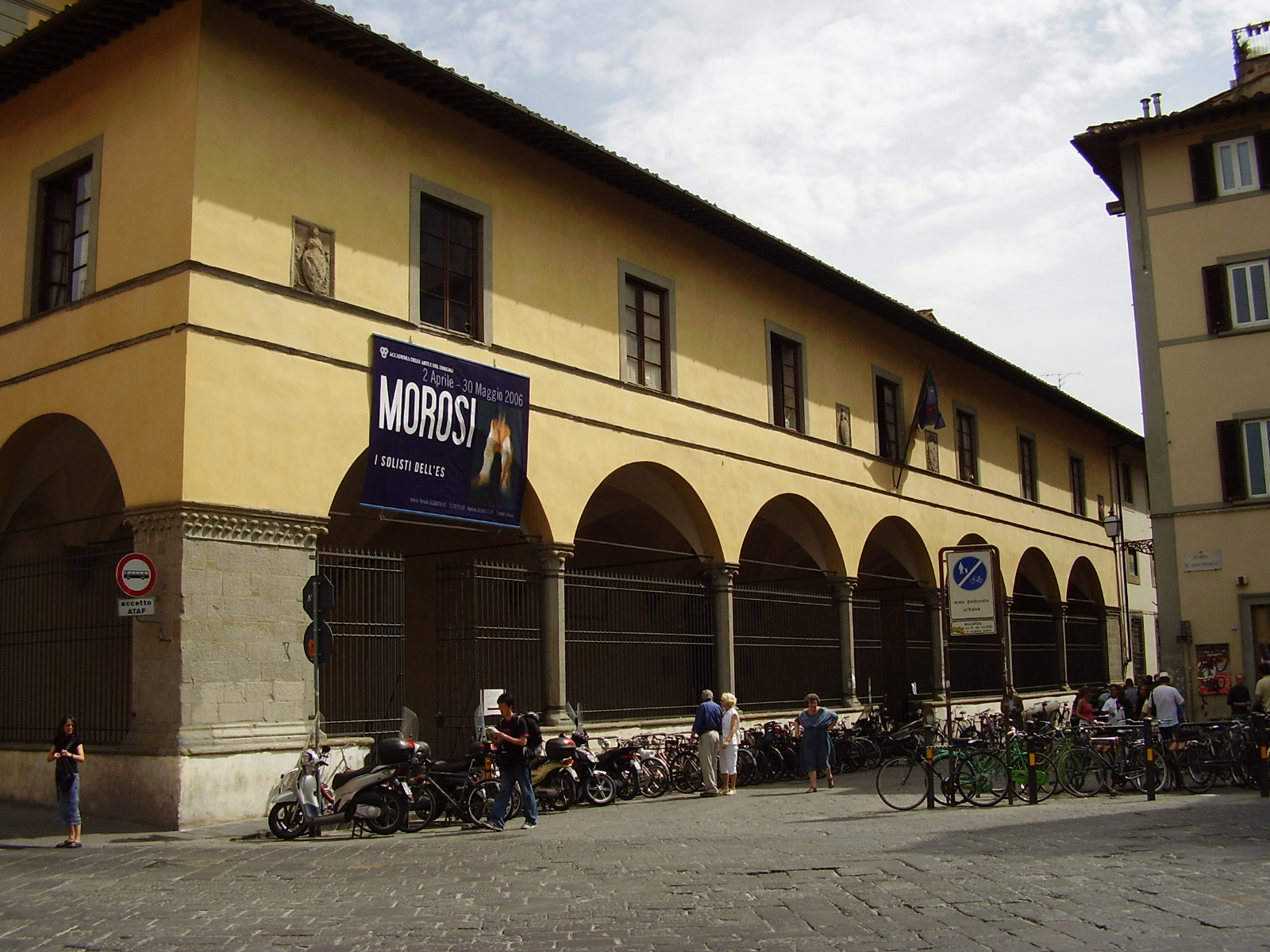
Accademia di Belle Arti, fotograferad från Piazza San Marco

Accademia di Belle Arti di Firenze är en italiensk konstskola i Florens.
Akademin grundades som Accademia e Compagnia delle Arti del Disegno ("Teckningsakademien och -bolaget") i januari 1563 av Cosimo I de' Medici, som i detta påverkades av Giorgio Vasari. Den hade två delar: bolaget, som var en sorts skrå för alla utövande konstnärer, och akademin, som var öppen för de mera prominenta konstnärerna vid Cosimos hov och vilken hade översyn över konstproduktionen i Toscana. Institutionen bytte senare namn till Accademia delle Arti del Disegno. Till en början hade akademin sina möten i Basilica della Santissima Annunziata.
Akademin hade ledamöter som Michelangelo Buonarroti, Francesco da Sangallo, Agnolo Bronzino, Benvenuto Cellini, Giorgio Vasari, Bartolomeo Ammanati och Giambologna. Artemisia Gentileschi blev den första kvinnliga ledamoten. Angelika Kauffmann blev ledamot 1762. 
Kejsar Leopold II, även storhertig av Toscana, slog 1784 ihop Florens konstskolor till Accademia di Belle Arti. Denna fick lokaler i ett tidigare konvent på Ricasoligatan, i samma lokaler som den fortfarande verkar.